# Amblyomma chabaudi
Amblyomma chabaudi är en fästingart som beskrevs av Rageau 1964. Amblyomma chabaudi ingår i släktet Amblyomma och familjen hårda fästingar.
Artens utbredningsområde är Madagaskar. Inga underarter finns listade i Catalogue of Life.